# Ari Gold
Ari Gold (ur. 11 lutego 1974 w Nowym Jorku, zm. 14 lutego 2021 tamże) – amerykański wokalista pop, autor tekstów piosenek, aktywista i twórca muzyki klubowej. Był jawnym gejem i regularnie wypowiadał się zarówno o swoim byciu Żydem, jak i gejem, a także zagrał w autobiograficznej produkcji teatralnej Ari Gold – Untitled: The Making of a Gay Pop Star. Jego najpopularniejszym utworem była piosenka „Where The Music Takes You” z 2007. Śpiewał z Dianą Ross i Cyndi Lauper, współpracował z Boyem George’em.

## Życiorys

### Wczesne lata
Urodził się i dorastał na Bronksie w Nowym Jorku, w rodzinie pochodzenia żydowskiego. W wieku pięciu lat został odkryty podczas śpiewania na uroczystości bar micwie swojego brata Stevena. Wraz ze swoimi braćmi - Stevenem i Elonem (ur. 1970), otrzymał główną nagrodę na pierwszym corocznym festiwalu piosenki dla dzieci żydowskich. Po raz pierwszy wziął udział w profesjonalnym nagraniu CBS Pot Belly Bear: Song and Stories. Album uzyskał status platynowej płyty i doprowadził do jego udanej kariery jako dziecięcego wokalisty. Śpiewał dżingle i użyczał głosu dla Cabbage Patch Kids i jako Ba Nee w kultowym serialu animowanym Jem i Hologramy (Jem and the Holograms, 1986-1988), gdzie wykonał piosenkę „A Father Should Be ...” autorstwa Starlight Girl Ba Nee w odcinkach The Jem Jam Part 1 i ostatnim odcinku A Father Should Be ..... Wykonywał także chórki dla Diana Ross. Po ukończeniu Ramaz School na Manhattanie, studiował na Uniwersytecie Yale. Naukę kontynuował na Uniwersytecie Nowojorskim, gdzie otrzymał dyplom.

### Kariera
Wystąpił jako kiczowaty gwiazdor pop w komediodramacie kryminalnym Latin Boys Go to Hell (1997), gdzie wykonał też piosenkę „You See Through Me”. W 2001 ukazał się jego debiutancki album Ari Gold. Jego utwór „You Got the Groove” gościł w melodramacie Dirka Shafera Circuit (Okrążenie, 2001) z udziałem Darryla Stephensa, Williama Katta i Nancy Allen. W 2003 napisał wspólnie z Automagic „I’ll Be Here”, który został zremiksowany przez producenta Davida Moralesa dla solowego projektu Nashom of The Ones („Flawless”). Piosenka stała się hitem tanecznym Hot 100 tygodnika „Billboard” i znalazła się w serialu Showtime Queer As Folk.
Jego ballada „Bashert (Meant to Be)” (2004) była świadectwem jego żydowskiej wiary. W 2004 jego teledysk do piosenki „Wave of You” - hołd dla fotografa Herba Rittsa, który zmarł z powodu komplikacji związanych z HIV w 2002 - miał premierę w Logo. Podczas światowej trasy Space Under Sun Gold wystąpił jako support przed RuPaulem i Chaka Khan oraz był główną gwiazdą klubów i festiwali w Europie (Francja, Włochy, Szwajcaria, Belgia, Czechy). Koncertował także w Kanadzie i ponad 25 miastach w Stanach Zjednoczonych. Jego piosenka „Love Will Take Over” znalazła się również w komediodramacie Johna Camerona Mitchella Shortbus (2006) z Sook-Yin Lee i Paulem Dawsonem. Zagrał postać Tyrone Cohena w komedii Starrbooty (2007) u boku RuPaula i Michaela Lucasa. W 2008 internetowy portal Planet Out nazwał Golda „wschodzącą gwiazdą 2007 roku”. Artysta zdobył nagrodę Independent Music w kategorii najlepszy utwór R&B za piosenkę „Love Wasn’t Built In A Day”, nagraną wspólnie z Dave’em Kozem. W jednym z odcinków sitcomu ABC Cougar Town: Miasto kocic (Cougar Town, 2009) wykonał utwór „Stay In This”.
Pojawił się w magazynach modowych, takich jak „W” czy „Vibe”, dla których był fotografowany przez Waltera Chin i wybrany jako jeden ze stylistów w numerze ze stycznia 2002. Został nazwany jednym z „9 najgorętszych mężczyzn w Nowym Jorku” przez magazyn „HX” i jednym z najgorętszych mężczyzn na świecie przez magazyn „DNA”. Po przeprowadzeniu wywiadu i sfotografowaniu Golda dla magazynu „AXM”, Boy George wybrał go na rzecznika swojej linii ubrań RUDE.
Oprócz kariery muzycznej i aktorskiej, Gold był też aktywnym działaczem na rzecz praw dla osób LGBTQ Pride. Pracował z bezdomną homoseksualną młodzieżą oraz brał udział w akcjach podnoszących świadomość na temat HIV i AIDS.
Zmarł 14 lutego 2021 w Nowym Jorku w wieku 47 lat po długiej walce z białaczką.

## Dyskografia
Albumy
- 2001: Ari Gold
- 2004: Space Under Sun
- 2006: The Remixes (wyd. 6 kwietnia)
- 2007: Transport Systems (wyd. 4 września)
- 2011: Between the Spirit & the Flesh
- 2013: Play My F**kn Remix
- 2015: Soundtrack to Freedom

Single
- 2001: „See Through Me”
- 2004: „Wave of You”
- 2004: „He's on My Team” (z Kendrą Ross)
- 2005: „Love Will Take Over” (JKriv's Love Lounge Radio Mix)
- 2007: „Where the Music Takes You” (z Sasha Allen)
- 2007: „Love Wasn't Built in a Day” (z Dave’em Kozem)
- 2008: „Human” (featuring Mr. Man)
- 2009: „I Can Forgive You”
- 2010: „Mr. Mistress”
- 2010: „Make My Body Rock”
- 2011: „Sparkle” (z Sarah Dash)
- 2012: „My Favorite Religion”
- 2013: „Play My F**kn Record”
- 2013: „Love Goddess” (Remix)
- 2015: „Sex Like a Pornstar”
- 2016: „Turn Out the Night”
- 2017: „Make Music”